# Seznam panovníků Nabatejského království
Seznam panovníků Nabatejského království zahrnuje známé krále Nabatejského království. Nabatejské království se nacházelo na území dnešního Jordánska, Sýrie, Izraele a Saúdské Arábie.

## Seznam
| Jméno           | Obrázek | Doba panování                  | Datum narození | Datum úmrtí | Manželka(y)                          | Poznámky                                                                   |
| --------------- | ------- | ------------------------------ | -------------- | ----------- | ------------------------------------ | -------------------------------------------------------------------------- |
| Arestas I.      |         | Okolo 169 př. n. l.            |                |             |                                      | Zmíněn v 2. knize Makabejské                                               |
| Arestas II.     |         | 120/110 až 96 př. n. l.        |                |             |                                      | V některých zdrojích uváděn jako nástupce Rabbela I.                       |
| Obodas I.       |         | Kolem 96 až 85 př. n. l.       |                |             |                                      |                                                                            |
| Rabbel I.       |         | Kolem 85/84 př. n. l.          |                |             |                                      | V některých zdrojích uváděn jako nástupce Arestase II.                     |
| Arestas III.    |         | Kolem 84 až 60/59 př. n. l.    |                |             |                                      |                                                                            |
| Obodas II. (??) |         | Kolem 62/61 až 60/59 př. n. l. |                |             |                                      | Donedávna nebylo jisté, zda existoval. Pravděpodobně vládl několik měsíců. |
| Malichus I.     |         | 59 až 30 př. n. l.             |                |             |                                      |                                                                            |
| Obodas III.     |         | 30 až 9 př. n. l.              |                |             |                                      |                                                                            |
| Arestas IV.     |         | 9/8 př. n. l. až 39/40         |                |             | Chuldu (královna) Šagīlat (královna) |                                                                            |
| Malichus II.    |         | 39/40 až 69/70                 |                | 70          | Šagīlat II.                          |                                                                            |
| Rabbel II.      |         | 70/71 až 106                   |                | 106         | Gāmilat (královna) Hagaru (královna) |                                                                            |